# Giovanni Paolo Feminis

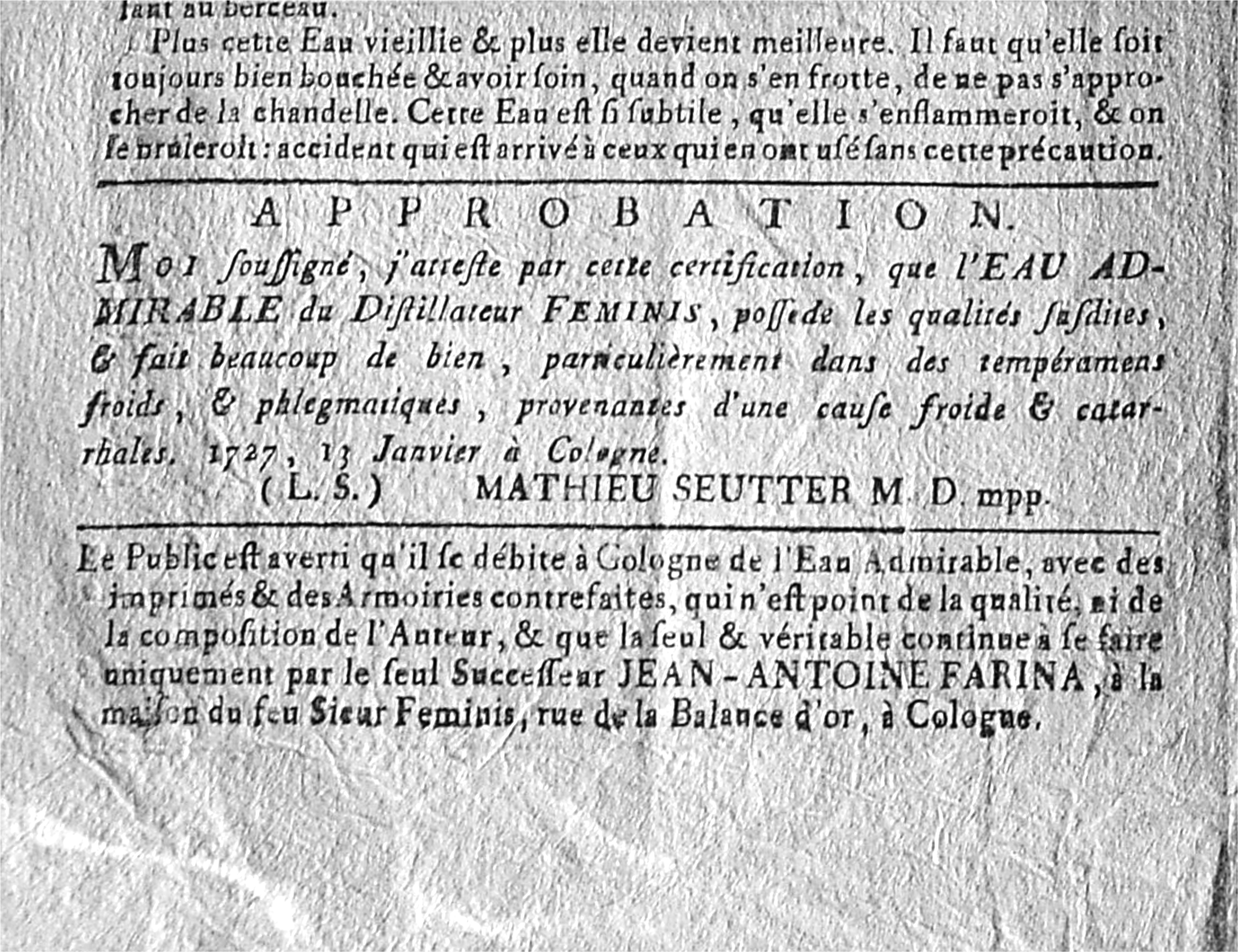
Prospetto informativo del 1800 di Aziende di Giovanni Antonio Farina: Attestato della facoltà di Medicina di Colonia del 13 gennaio 1727 sulle qualità dell'Eau admirable di Giovanni Paolo Feminis

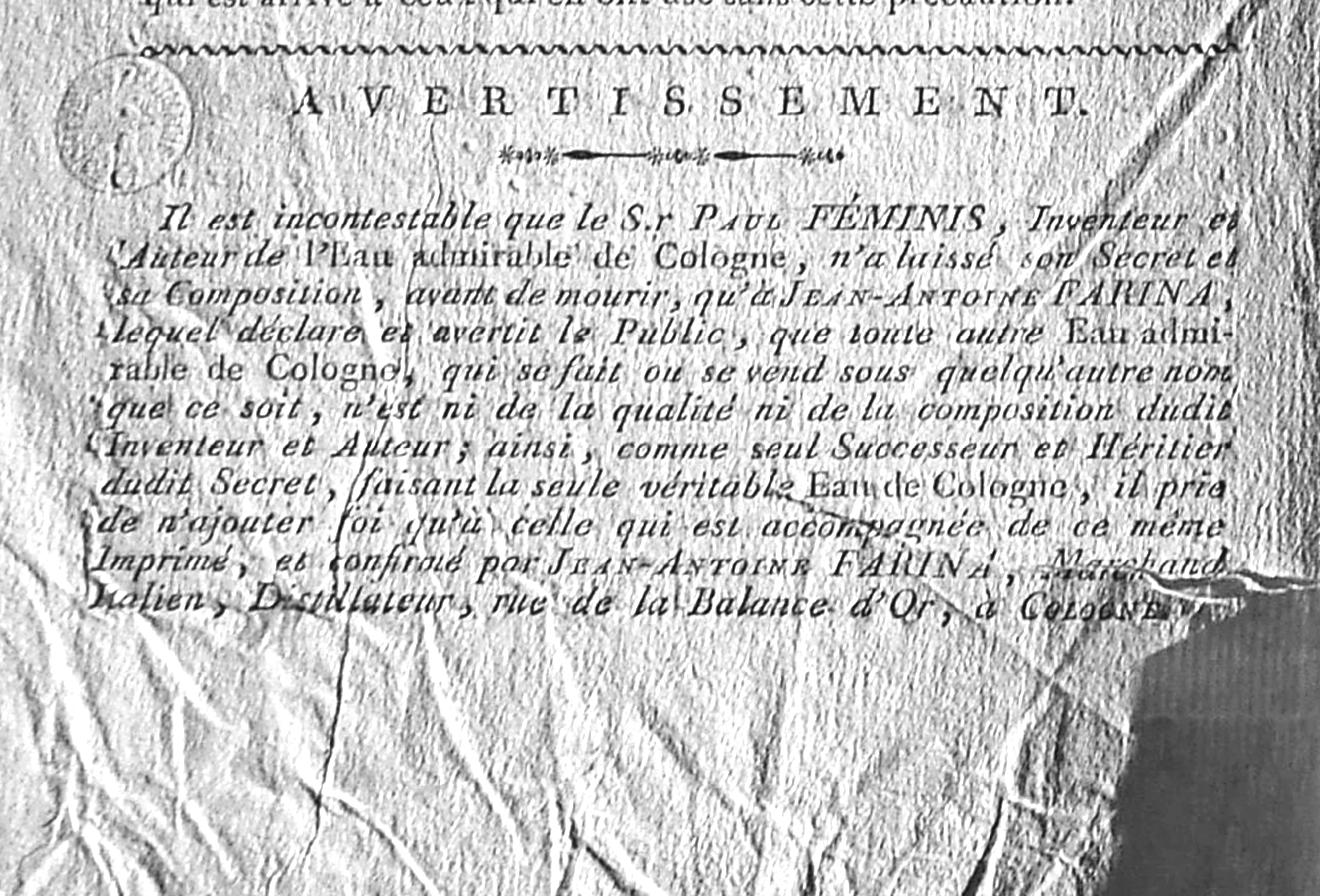
Prospetto informativo dell 1786 di Aziende di Giovanni Antonio Farina in cui si attesta che la formula della sua Eau admirable de Cologne gli è stata data da Giovanni Paolo Feminis (ca 1660-1736)

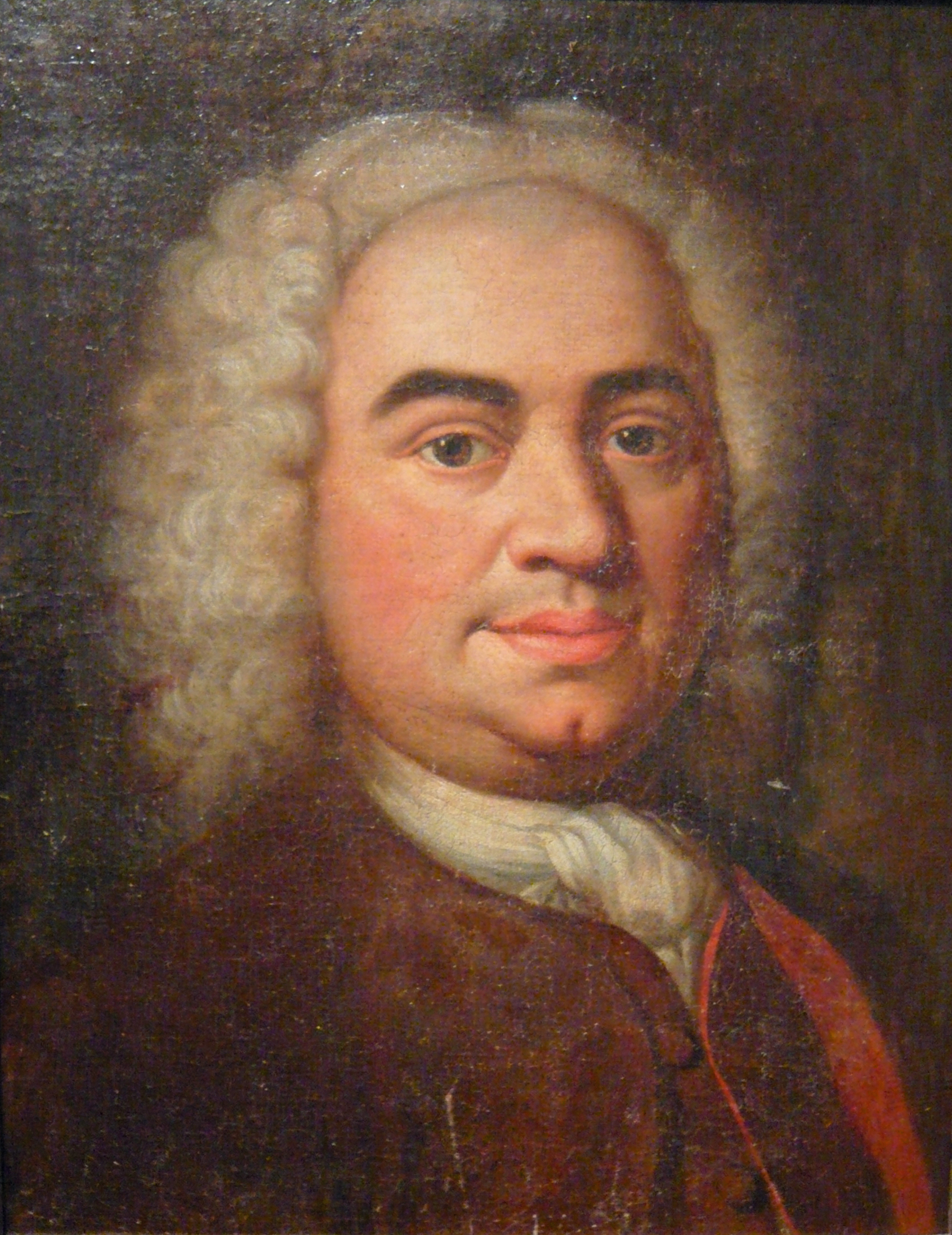
Un altro ritratto di anonimo.

Giovanni Paolo Feminis (Crana, 1660 circa – Colonia, 28 novembre 1736) è largamente riconosciuto dagli studiosi come l'inventore della formula dell'Aqua Mirabilis.

## Biografia
Nacque a Crana, nella ossolana Val Vigezzo, si ritiene intorno al 1660, da Giovanni Antonio Feminis (1637-1666), detto Borgnetta. Il padre probabilmente ebbe due mogli: Domenica Rassiga, nata nel 1624, e Caterina Farina, nata nel 1625. Il libro dei battesimi di Crana dal 1647 al 1682 è andato perduto.

Feminis emigrò in Germania in giovane età, dove inizialmente e con ogni probabilità esercitò l'attività di apprendista al seguito di un commerciante vigezzino. Si stabilì prima a Bergka (oggi Rheinberg), poi dal 1685 a Mainz (Magonza), dove venne registrato come krämer, cioè come ambulante. Di non secondaria importanza per lo sviluppo della sua attività fu l'aiuto, sia in termini economici sia di esperienza, che gli venne da un amico conterraneo, Giovanni Maria Farina (1657-1732) mercante a Maastricht, nei Paesi Bassi, poi fallito e morto in miseria
(Luigi Rossi, Il Piemonte in Europa, InterLine, 2009)
Sposato il 23 agosto 1687 con Sophia Ryfarts (ca. 1660-1739) di Bergka, ebbe nove figli: Johanna Elisabetta (1688-1691), Carl Joseph (1689-1689), Bartolomaus Franziskus (1690), Anna Maria (1692-1692), i gemelli Johann Anton (1694) e Anna Maria (1694), Carl Joseph Mathias (1696), Johanna (1689-1737), Anna Maria Teresa (1702).

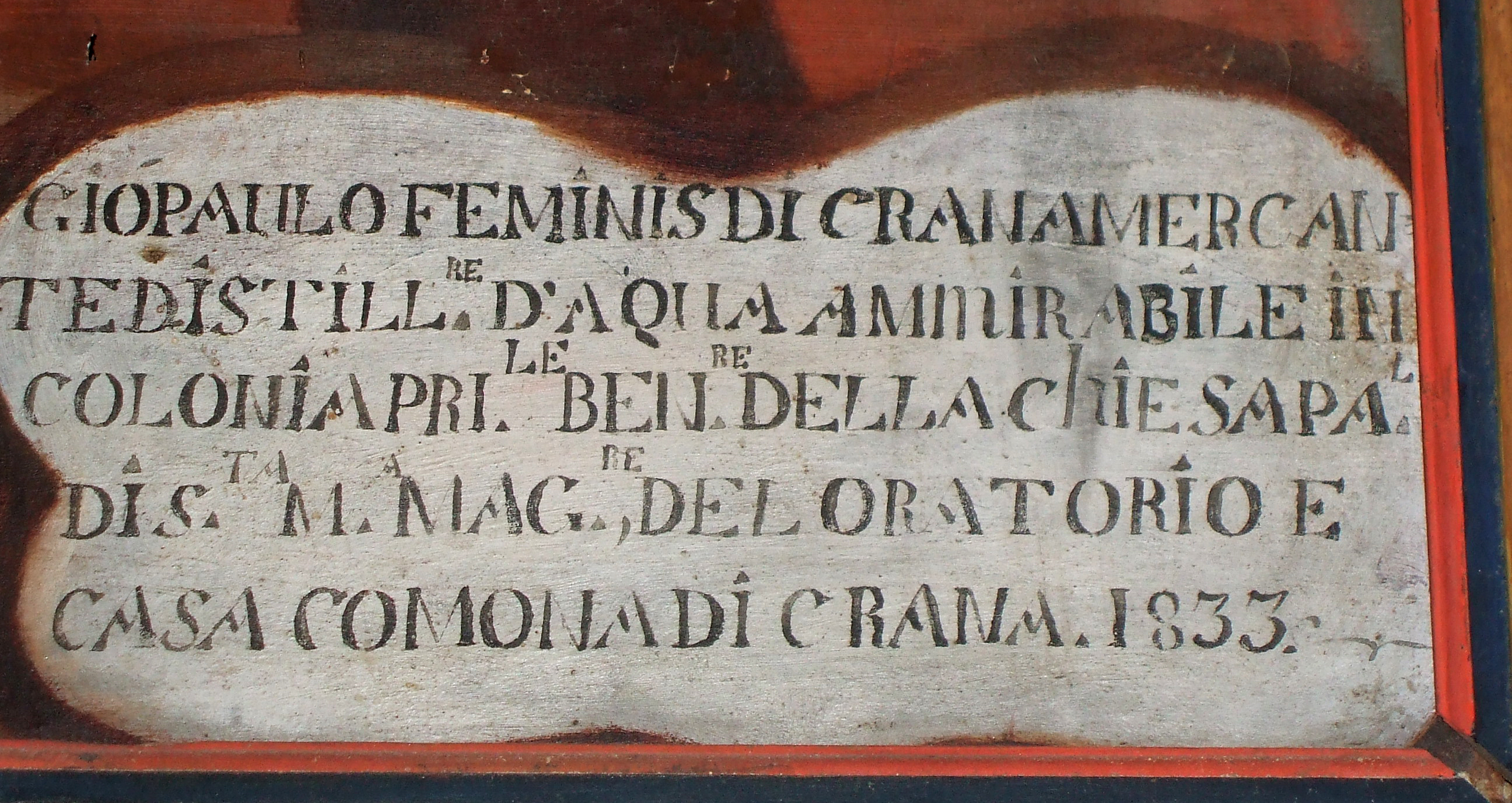
Particolare di un dipinto custodito nella sacrestia della chiesa di San Rocco di Crana, Val Vigezzo, (il ritratto rappresentato è di discussa attribuzione) in cui nella parte inferiore destra si attesta: GIO(vanni) PAULO FEMINIS DI CRANA MERCANTE DISTILL(ato)RE D'AQUA AMMIRABILE IN COLONIA PRI(ncipa)LE BEN(efatto)RE DELLA CHIESA PA(trona)L(e) DI S(an)TA M(ari)A MAG(gio)RE, DEL ORATORIO E CASA COMONA DI CRANA. 1833.

Giovanni Paolo Feminis nel 1693 si trasferì a Colonia, su sollecitazione anche della zia Catharina Feminis, proprietaria di un negozio di franceserie rimasta vedova, e ne incrementerà l'attività
L'8 giugno del 1695 a Feminis venne conferita la cittadinanza. Abitava nella strada Alla Bilancia d'Oro, detta poi strada Hohe, palazzo nº 2139. Colonia aveva, all'epoca, circa 40 000 abitanti.
Il 3 dicembre 1704 Feminis ricevette il riconoscimento della Großen Bürgerrechts, Grande cittadinanza, mediante il pagamento di 85 fiorini e 8 albi. E il 13 gennaio 1727 la sua Acqua di Colonia ebbe l'attestato della Facoltà di medicina di Colonia in seguito alla legge del 1723 che vietava ai negozianti di vendere droghe o medicine senza l'approvazione della Facoltà.
Feminis morì a Colonia il 28 novembre 1736 e fu seppellito nella chiesa parrocchiale di San Lorenzo, poi distrutta. Non lasciò eredi maschi. Nella sua impresa commerciale gli succedette l'aiutante Giovanni Antonio Farina (1718-1787), figlio di Carlo Gerolamo (1693-1762).
Giovanni Antonio Farina continuò a produrre l'Acqua di Colonia riconoscendo sempre la paternità dell'invenzione al suo maestro.
Svolse la sua attività tramite la ditta Zur Stadt Mailand a partire dal 1750 con notevole successo.

Negli ultimi anni di vita Giovanni Paolo Feminis fece ingenti donazioni all'ospedale di Bergka, luogo di nascita della moglie Sophia, alla città di Colonia, ai Comuni di Crana e di Santa Maria Maggiore. Diede 200 doppie per riparare l'oratorio di Crana, 300 doppie per le riparazioni dei ponti e delle strade, 60.000 lire imperiali per la ricostruzione della parrocchia di Santa Maria Maggiore e ordinò che dopo la sua morte 5000 lire imperiali fossero date a favore della costruzione di una scuola sempre a Santa Maria per l'istruzione dei bimbi poveri. Un ritratto eseguito nel 1833 (non è certo si tratti di Feminis, però), conservato nella sagrestia della chiesa di San Rocco di Crana, riporta nella parte inferiore destra una scritta che elenca le benemerenze di Giovanni Paolo Feminis a favore della comunità vigezzina: